# Шпански рат за независност
Шпански рат за независност је појам који се односи на оружани конфликт који се одиграо на Иберијском полуострву између 1808. и 1814. године у ком су се сукобиле снаге Шпаније заједно са Португалијом и Британијом против Наполеона Бонапарте и његове експанзионистичке политике која се у општијем европском контексту може назвати Наполеоновим ратовима.
Сукоб је избио након муњевите окупације главних шпанских градова од стране Наполеонових трупа које су наводно стигле као појачање заједничкој инвазији Португалије, договореној Споразумом из Фонтенблоа, као и тајним збацивањем краља, што је проузроковало спонтане народне побуне широм земље познате под именом Устанак 2. маја 1808. године. Рат који је том устанку следио карактерише се по заједничким акцијама гериле и регуларне војске савезника предвођене војводом од Велингтона које су успеле заједничким снагама да потуку француске трупе и да их натерају на повлачење преко Пиринеја. Каснија инвазија на француску територију је проузроковала Наполеонову абдикацију и дефинитивни пораз у бици код Тулуза, 10. априла 1814. године.
Сукоб је проузроковао настанак националног осећања, мада је шпанско друштво поделио на „патриоте“ и „афрансесадос“ („пофранцужени“). Рат је нанео озбиљне штете индустрији и пољопривреди земље, и изазвао велико заостајање у модернизацији полуострвске економије.
На политичком плану, убрзао је процес еманципације колонија у Америци, које ће стећи независност након Рата за независност, док ће рестаурација Бурбонске династије и јачање Католичке цркве отворити период грађанских ратова између апсолутиста и либерала који ће трајати све до друге половине 19. века.

## Француски експанзионизам и криза шпанске монархије
Споразум из Илдефонса (1795) коју су потписали Мануел Годој у име Карлоса IV и Национални конвент Француске револуције, и каснији споразум из 1801. године са Француским конзулатом Наполеона Бонапарте, обновили су традиционално савезништво које је постојало током 18, века између шпанског и француског краљевства.
Маја 1801. године, конзулат је већ могао да рачуна на шпанску војну помоћ у инвазији на Португал који је одбио да прекине савез са Великом Британијом (конфликт се још зове и Рат поморанџи, због гранчице поморанџиног дрвета коју је Годој послао краљици Марији Лујзи у јеку опсаде града Елваса) а од 1803. године, Француска је добила и финансијску помоћ, а такође је имала на располагању и шпанску Армаду за поморски рат са Енглеском који ће кулминирати 21. октобра 1805. у бици код Трафалгара.
Иако је пораз шпанско-француске флоте код Трафалгара натерала Наполеона (који се 1804. прогласио француским царем) да одустане од инвазије на Велику Британију поморским путем, успеси француске војске у бици код Аустерлица (такође позната и као Битка Три цара) (1805) и Битке код Јене (1806), као и неуспешни преговори са британском владом премијера Лорда Гренвила, натерали су Наполеона да одлучи да ипак крене у отворени конфликт са Британцима примењујући „тотални економски рат“, то јест, економску блокаду која се већ практично примењивала након поскупљења царинских такси, затварања лука на северу Француске и ушћу Елбе и Везера у пролеће 1806
Политика блокаде је усмерила Наполеонов интерес ка Иберијском полуострву и западном делу Медитерана., појачавајући притисак на португалски двор који је већ био упозорен да затвори своје луке за трговину са Британцима и да похапси Британце у земљи и конфискује им имовину. Како су Португалци одбили да то ураде, Наполеон је 1807. године наредио Жану Андошу Жиноу (фр. Jean-Andoche Junot) да организује у Бајону војску од неких 30.000 војника како би присилио Португал да поштује блокаду. Том приликом је затражио помоћ од шпанске владе, која је упутила ултиматум португалској влади 12. августа 1807. године. Почев од 25. септембра 1807. године, Португалци су почели да протерују енглеске бродове из својих лука, али британске грађане на својој територији нису дирали јер је британска влада раније издала ноту да неће толерисати никакав непријатељски облик понашања према својим грађанима у Португалу
Дана 18. октобра 1807. године, Жуно прелази границу, а 27. октобра Мануел Годој потписује Споразум из Фонтенблоа којим се потврђује заједничка инвазија на Португал. Заузврат, Шпанија ће добити територије краљевине Лузитаније и Алгарвеса, док ће се територије португалске колоније у Америци, Бразила, поделити између Француске и Шпаније.

## Ток рата

### Тиха инвазија (фебруар-јули,1808)
Под изговором слања појачања француско-шпанској војсци у окупацији Португалије, Наполеон је почео да шаље трупе у Шпанију, где их је становништво дочекало са ентузијазмом, упркос наглом расту напетости у дипломатским односима. У фебруару 1808. године, ова тиха инвазија је прерасла у отворену акцију: Наполеон је показао своје намере и наредио француским генералима да прекину марш и заузму шпанске тврђаве. Прво је пала Памплона, а врло брзо и Барселона, када је француски конвој, прерушен у конвој са рањеницима, убедио власти да отворе градске капије.
Шпанска краљевска војска није била спремна за борбу. Бројала је само 100.000 необучених и лоше наоружаних људи (на пример, 26 коњички пук је бројао 15.000 људи са само 9.000 коња), који су били обесхрабрени и збуњени комешањем у влади и разбацани по многобројним поставама од Португалије до Балеарских оства. Петнаест хиљада најбољих шпанских војника, међу којима и чувена Северна дивизија, дате су 1807. године Наполеону, и у том моменту су се налазиле у Данској под француском командом. Једина војска вредна пажње се налазила у Галицији под командом Хоакина Блејка и Хојеса и Грегорија Гарсије де ла Куесте, и у Андалузији под командом Франсиска Хавијера Кастањоса. Французи су окупирали земљу муњевитом и добро координираном војном акцијом и сваки покушај да им се пружи било какав војни отпор је био узалудан.
У међувремену, шпанска влада је, на инсистирање аристократске партије, натерала Карла IV да абдицира у корист свог сина, Фернанда. Наполеон је склонио краљевску породицу у Бајон и 5. маја их је натерао обојицу да абдицирају у корист његовог брата, Жозефа Бонапарте. Марионетска шпанска влада је одобрила новог краља, а онда је Жозеф покушао да се утврди на шпанском престолу али је испровоцирао народни устанак који се раширио по целој земљи. Грађани Мадрида су се 2. маја 1808. године побунили против француске окупације, против којих је послата француска Царска гарда и одред Турака мамелука на челу са Наполеоновим зетом, Жоашеном Миром који су у току дана тај устанак угушили у крви.
Следећег дана, десио се догађај овековечен на слици „3. мај 1808.“ године Франсиска Гоје. Француска војска је стрељала стотине Мадриђана као одмазду за 150 француских војника који су погинули претходног дана. Репресалије овог типа су се поновиле у разним градовима и трајале су данима, а једини ефекат који су производиле било је јачање отпора Шпанаца. Веома брзо, целом Шпанијом се муњевито проширио герилски рат. Мала Астурија је протерала свог француског гувернера 25. маја, дигла се на оружје и не знајући шта се дешава у остатку земље, објавила рат Наполеону. У року од пар недеља, друге шпанске провинције су следиле њен пример. Светина је искасапила 338 француских грађана у Валенсији. Сваки француски брод који је био укотвљен у Кадизу је био бомбардован и заробљен Наполеон је непромишљено изазвао тотални рат са Шпанцима, грешка од које се Француска Империја никад неће потпуно опоравити.
Како се ситуација погоршавала, Французи су одговорили још већим војним ангажовањем. У фебруару, Наполеон је мислио да је 12.000 војника довољно да се освоји Шпанија, до јуна 165.120 француских војника је већ било у земљи покушавајући да смањи кризу. Главница француске војске од 80.000 људи држала је под контролом само уску превлаку у централној Шпанији која се протезала од Памплоне и Сан Себастијана на северу, преко Мадрида и Толеда на југу. Французи су у Мадриду добили појачање од 30.000 људи под командом Бон Адријена Жаноа де Монсеја (фр. Bon Adrien Jeannot de Moncey). У међувремену, Жан Андош Жино (фр. Jean-Andoche Junot) је остао одсечен у Португалији, са 300 mi (480 km) непријатељске територије између себе и главнине француске војске.
Наполеон је на основу Муратових оптимистичких извештаја закључио да уколико његов брат буде могао да се одржи на престолу док његова војска не освоји друге велике шпанске градове са својим летећим одредима, устанак ће сам по себи ослабити и ред ће поново моћи да буде успостављен. У складу са овим, Генерал Дипон (фр. Pierre-Antoine, comte Dupont de l'Étang)је повео војску од 24.430 људи на југ ка Севиљи и Кадизу; Маршал Бесјер (фр. Jean-Baptiste Bessières) је кренуо ка Арагону и Старој Кастиљи са 25.000 људи, с намером да освоји Сантандер и Сарагосу у једном ударцу; Генерал Монсеј је кренуо ка Валенсији са 29.350 људи, а Гијом Филибер Дијем (шп. Guillaume Philibert Duhesme) је пошао за Каталонију са 12.710 војника и поставио опсаду око Ђироне.
Не узимајући уопште озбиљно шпанске милицијске одреде које су му пружале свуда отпор, Наполеон је покушао да уради превише са премало средстава. Први знаци несреће су већ били на видику: Дијем је био потучен до ногу у Каталонији, а Ђирона је одолела свим покушајима освајања. Каталонска милиција је окружила Барселону и француске јединице које су покушавале да пробију обруч биле су одбачене и тешко поражене у бици код Брука. Приликом опсаде Сарагосе, на понуду достојанствене капитулације, Французи су добили одговор: „Рат до краја.". Опсада Сарагосе је трајала три месеца док на крају Французи нису одустали, подигли опсаду и отишли осрамоћени. Монсеј је изгубио 1000 људи у нападу на Валенсију и био приморан да се повуче. Дипон, након што је опљачкао и уништио Кордобу, побегао је пред побеснелим андалужанским масама у Андухар.
Само су на северу Французи постигли неки успех. У јуну су однели победу над Куестином малом и необученом војском у бици код Кабезона. Када је Бесјер кренуо на Сантандер, био је изложен сталним партизанским нападима у јулу, тако да су Фрнацузи на крају одустали и вратили се да би се сусрели са Блејком и Куестом и њиховим удруженим снагама у бици код Медине дел Рио Секо. Шпански генерали су на Куестино инсистирање, кренули ка незаштићеној француској линији снабдевања у Ваљадолиду. Две војске су кренуле 14. јула, а Куеста је непромишљено оставио незаштићен простор између својих и Блејкових јединица. Французи су то искористили и након кратке борбе с Блејком, одлучно поразили шпанску војску и тако вратили Стару Кастиљу под Наполеонову врховну власт.
Бесјерова победа је спасла стратешку позицију Француза у северној Шпанији. Жозефу је пут ка Мадриду је био отворен. Порази код Ђироне, Валенсије и Сарагосе су били заборављени: само је остало послати појачање Дипону у Андалузији. Наполеон је сав одушевљен, изјавио: „Кад би маршал Бесјер могао да победи војску Галиције са малим губицима, генерал Дипон би могао да победи било кога“. Само неколико дана касније, Дипон је био гадно потучен у бици код Бајлена и морао је да преда целу своју војску генералу Франсиску Хавијеру Кастањосу.
Катастрофа је била тотална. Са губитком од 24.000 људи, Наполеонова војна машинерија је колапсирала. Жозеф и француска команда су се успаничили и наредили повлачење преко Ебра, напуштајући Мадрид и остављајући за собом незаштићене све територије које је Бесјер тешко стекао. Европом је снажно одјекнула вест о првом поразу непобедиве Наполеонове војске. Шпански отпор је инспирисао Аустрију која је ускоро кренула стопама Шпаније. Бајлен је дао основ за оснивање Пете коалиције против Наполеона.

## Британска интервенција (август,1808)
Пре рата на Иберијском полуострву, Британци су претрпели серију значајних пораза у Европи. Британска војска није била довољно велика да наступи сама против Француза и без јаких савезника, Британци су могли једино да се повуку из Европе. Међутим, народни устанци против француске окупације у Португалу и Шпанији су дали подстрека Британцима да још једном покушају да се супротставе Наполеону. Осим тога, британска пропаганда је одмах схватила новину у целој ситуацији: по први пут је народ, а не племство, био тај који је повео борбу против Наполеона.
Августа 1808. године, британске снаге су се искрцале у Португалу под командом генерал-мајора сер Артура Велслија. Велсли је потукао француске снаге код Ролисе (17. августа), док су Португалци под командом Бернадима Фреиреа задржали Лоисон. Дана 21. августа, англо-португалске снаге су одбраниле линију у бици код Вимеира и потисли Жиноа. Међутим, Велслија су још увек сматрали превише младим за командовање новооснованом експедицијом за Португал, тако да је био смењен и на његово место је дошао сер Хари Бурар, који је Жиноу понудио веома повољне услове за предају, између осталог и несметано повлачење француских трупа из Португалије, и Жино их је прихватио потписивањем Конвенције из Синтре 30. августа, која је у Британији изазвала велико негодовање, те су британски команданти били позвани у Енглеску на испитивање, остављајући Сер Џона Мора, на челу британских снага које су тада бројила 30.000 људи.
Улога Краљевске морнарице у обезбеђивању обале и окупљању обавештајаца око Иберијског полуострва је била кључна за евентуални успех савезника. Вицеадмирал, лорд Катберт Колинвуд и његова Медитеранска флота су докусурили део француске флоте која је била стационирана у Тулону од пораза код Трафалгара. Присутност Краљевске морнарице дуж француске и шпанске обале успорила је улазак Француза у источни и јужни део Шпаније и исцрпла је француске снаге у овој области.

## Тријумф империје (октобар,1808. —јануар,1809)
Бајлен и губитак Португалије су упозорили Наполеона на опасност са којом се суочава у Шпанији. Видно потресен новостима из Синтре, цар је резигнирано рекао:
Сви су изгубили главу од неславне предаје Бајлена. Видим да ја морам да одем тамо и да лично опет покренем машинерију.
Французи су били сатерани на Пиринеје у Навару и Каталонију, и било је питање да ли ће и ту малу територију успети да одбране од шпанских напада. Међутим, очекиваних напада није било. Шпанско друштво, уздрмано револуцијом, подлегло је друштвеним и политичким тензијама. Патриоте су се поделиле на таборе и њихова борба против Француза је трпела. Падом монархије, уставна права и обавезе су прешле у надлежност хунти које су почеле да се мешају у војне операције спречавајући коначно формирање централне владе у Мадриду и показале су се опаснима једни за друге колико и за Французе. Рат се наставио без икакве координације међу њима. Међутим, Џон Лоренс Тоун сматра да овакво виђење шпанских хунти можда није баш најобјективније, с обзиром да се базира превише на причама британских официра и елите, а познато је њихова необјективност према шпанским револуционарима, које су „мрзели зато што су јакобинци, католици и Шпанци“. Британци су с друге стране, у Португалу били парализовани проблемима логистичке природе и административним расправама.
Тако су пролазили месеци без икаквог дешавања на фронту. У међувремену, француске снаге су добиле појачање — послато је 100.000 ветерана Велике Армије са Наполеоном лично на челу, који су са његовом Шпанском Армијом од 278.670 људи били повучени на реку Ебро и спремни да се суоче са неорганизованим шпанским трупама од 80.000 људи. Том приликом, Наполеон је изјавио пред шпанским изасланицима:
Ја сам овде са војницима који су извојевали победе у Биткама код Аустерлица, Јене и Ејлауа. Ко може да им се супротстави? Сигурно не ваши бедни шпански војници који не знају да се боре. Покорићу Шпанију за два месеца и искористити моје право освајача.
Друга француска офанзива је почела у новембру и у историји се описује као „лавина ватре и челика“.
Наполеонов поход, није текао сасвим глатко. На западу, шпанско лево крило се извукло када је Маршал Лефевр исхитрено отпочео преуранио с нападом на Панкорбо и као последица тога, није успео да опколи галицијске трупе. Генерал Блејк је повукао артиљерију на сигурно и Шпанци су га следили у најбољем реду. Лефебре и Виктор су непромишљено кренули у потеру за Блејком која се завршила понижењем у бици код Валмаседе, где су их победиле новостигле јединице шпанских ветерана маркиза од Романе, Педра Кара. Док је Наполеонов его морао да подноси ове поразе, кампања је ишла у правцу неочекиваног обрта на југу, где је незаштићен шпански центар, према Наполеоновим очекивањима, био убедљиво поражен у бици код Бургоса. Шпанска милиција, неспособна да формира пешадијске јединице, разбежала се пред масовним нападом француске коњице, док су шпанска и валонска краљевска гарда тврдоглаво држала своје позиције до своје коначне пропасти. Маршал Лане је уништио шпанско десно крило у бици код Туделе 23. новембра.
Блејкова одсечена војска је 17. новембра је била потучена код Еспинозе. Блејк је успео да утекне у Сантандер са остатком своје војске али је шпански фронт био подељен и француске трупе су прегазиле незаштићене провинције. Наполеон је послао 45.000 људи у Сијеру де Гвадарама који су опколили Мадрид и оно мало што је остало од шпанске војске.
Планински терен није успорио Наполеона. У бици код Сомосијере, 30. новембра, ескадрони Пољске и Гардијске коњице су храбро јуришали су у напад кроз унакрсну паљбу на артиљеријске позиције генерала Сан Хуана. У року од неколико сати, цар је остварио значајно напредовање: милиција Сан Хуана је морала да се повуче пред налетом француске пешадије док су се шпански краљевски артиљерци утврдили око топова и борили се до последњег човека. Француске патроле су стигле до Мадрида 1. децембра и тријумфално су ушле у град 4. децембра. Жозеф Бонапарта је поново био устоличен на шпанском престолу. Сан Хуан се повукао на запад ка Талавери, где су га побуњени војници убили пре него што су се разбежали.
Онда се одједном појавила мала британска војска под командом Џона Мура, и напала на препад француску коњицу у бици код Саагуна. Сазнавђи за присуство Мурове војске, Царска војска је натерала Мура у непромишљено и хаотично повлачење у биткама код Бенавентеа и Какабелоса. Романа је кренуо са својом премореном војском да помогне, али кад су британске трупе биле евакуисане из Коруње у јануару 1809. шпански вођа више није имао куд да бежи и био је поражен. Мур је погинуо док је водио успешну одбрану града Коруње. Неких 26.000 исцрпљених војника је стигло у Британију, са неких 7.000 који су се изгубили у току катастрофалне експедиције.
У Каталонији, Наполеон је послао појачање почетком октобра 1808, наредивши маршалу Сент Сиру да са 17.000 људи замени Дијема код Барселоне. Росас је пао под француску власт крајем новембра, отворивши пут на југ ка Ђирони коју је Сир заобишао и након форсираног марша, сукобио се са шпанском војском у бици код Кардедеуа и знатно је оштетио. Сент Сир о Дијем су онда пошли у потеру за Шпанцима који су се повлачили под генералом Редингом, заробивши 1.200 људи код Молинс де Реја. У фебруару 1809. године, Рединг је предводио обновљену војску против француског десног крила и након напорног марша и контрамарша, изгубио у бици код Ваљса.
Код Сарагосе, још увек под утиском Лефевровог бомбардовања од тог лета, Палафокс је још једном покушао да заустави незадрживо напредовање Француза. Друга епска одбрана Сарагосе је постала светски и национално познат догађај. Ланес и Монсеј су послали два корпуса (45.000 људи) да по други пут опседају Сарагосу, али њихово оружје није импресионирало Шпанце.
Када су Французи продрли у град 20. децембра, Шпанци су се храбро борили улицу по улицу, зграду по зграду. Утврдили су се у манастирима, запалили сопствене куће и наставили да се боре чак и када су их напале болести и глад. Скоро сви који су се борили са Палафоксом, погинули су у борби, али током два месеца, Велика Армија није ступила на другу обалу Ебра. Дана 20. фебруара 1809. године, Французи су за собом оставили спаљене рушевине са око 64.000 лешева, од којих су 10.000 били француски војници. Након само нешто више од два месеца проведених у Шпанији, Наполеон је предао команду својим маршалима и вратио се у Француску, прилично задовољан оним што је постигао.
У марту маршал Солт је започео другу инвазију на Португал преко северног коридора. Иако је први напад код реке Мињо португалска милиција одбила, Солт је заузео Шавеш, Брагу и Порто. Ипак отпор Силвеире у Амаранту и другим северним градовима изоловала је Солта у Порту, те се он укључио у трку за место краља северног Португалије.
У Португалу, Мигел Переира Форхаз, обновио је португалску војску британским новцем и оружјем. У првој фази, неких 20.000 људи је регрутовано у јединице регуларне војске, а неких 30.000 у редове милиције. Касније је тај број порастао на 50.000 људи у редовима војске и 50.000 у редовима милиције, поред снага Орденансе и добровољачких одреда.

## Велсли се враћа (1809)
Велсли се вратио у Португал у априлу 1809. године као командант англо-португалске војске. Ојачао је Британску војску са скоро основаним португалским одредима које је генерал Бересфорд обучио британском начину ратовања. Ове нове снаге победиле су француске трупе у бици код Грижа (порт. Grijó) између 10. и 11. маја, а све северне градове ослободио је Силвеира.
Велсли је оставио на управу новоосвојене територије Португалцима, и упутио се ка Шпанији како би се придружио шпанским снагама под командом Грегорија де ла Куесте. Удруженим снагама могли су да победе Викторове француске трупе код Талавере, али због Куестиног инсистирања да Шпанци не могу да се боре у недељу (25. јул), Французи су успели да умакну.
Следећег дана, 26. јула, Куеста се дао у потеру за Виктором, упао је у сукоб са већ појачаном француским снагама које је предводио Жозеф Бонапарта и изгубио. Шпанци су се повукли у расулу, са неколико енглеских батаљона који су им штитили одступницу а Велесли је за длаку избегао да га Французи заробе. Те ноћи патрола француских драгуна је изненадила шпанску пешадију.
Следећег дана, 27. јула, Французи су напредовали у три колоне и били одбачени неколико пута од стране британске пешадије. Битка код Талавера де ла Рејна (1809) била је скупа победа за савезнике. Британци су се потом повукли на запад, остављајући неколико хиљада својих рањеника под Куестином заштитом. Велсли је за победу код Талавере добио чин војводе од Велингтона. Међутим, Шпанци се нису понели као прави савезници. Иако су обећали храну Британцима уколико буду напредовали у Шпанији, забранили су селима да Британцима дају храну, а рањенике које им је Велсли оставио на бригу, врло брзо су напустили на милост и немилост Французима. Након овог разочарања са Шпанцима, и бојећи се нових напада Француза, Велсли је одлучио да утврди одбрану Португалије. За заштиту Лисабона, наредио је да се изгради линија од 162 утврђења дуж кључних путева и барикада, под именом Линија Торес Ведрас.

## Мртва тачка (1810—1812)
Французи су поново напали Португал у јулу 1810. године са војском од 60.000 људи. У септембру, Французи су претрпели пораз на пољу тактике извршивши непромишљени напад у бици код Букака на јаку позицију али је ипак успео да натера савезнике да се повуку до Линеса.
Савезници су убрзо добили појачање у новим британским трупама ране 1811. те су отпочели офанзиву. Французи су били потучени у бици код Баросе, 5. маја, као део неуспешног маневра да се пробије опсада Кадиза. Након победе савезника у бици код Фуентес де Оноро (3—5. мај), Французи су се повукли из Португалије. Изгубили су 25.000 људи. Са југа, Французи су се обрушили на Бадахоз, али су их пресреле англо-португалске трупе и шпанске снаге. У бици код Албуере 16. маја, Французи су били приморани да се повуку након крвавих борби.
Рат је дошао до мртве тачке — бројно моћнији Французи нису могли да нађу начина да се ослободе сталних напада шпанске гериле. Французи су имали 350.000 људи у Шпанији, али око 200.000 је било на задатку заштите француских линија за снабдевање а не у борби. У међувремену, Шпанци су изгласали либерални Устав у Кадизу 1812. године.
Јануара 1812. године Француска је анектирала Каталонију и припојила је Француској. Каталонија је била подељена на четири департмана, а у жељи да одобровољи локално становништво, Наполеон је прогласио каталонски званичним језиком у Каталонији заједно са француским. Међутим, ова мера није имала жељени ефекат. Герила је наставила да делује на тлу Каталоније.
Велингтон је опет кренуо у освајање шпанске територије са савезничком војском, нешто после Нове године 1812. Освојио је Сијудад Родриго 19. јануара и Бадахоз након Битке код Бадахоза 6. априла. Оба града су била опљачкана и опустошена. Савезници су потом заузели Саламанку (7, јун). Док су се Французи регруписали, савезници су ушли у Мадрид 6. августа и наставили даље ка Бургосу. Међутим, кад су француске снаге добиле појачање, опет су се повукли у Португал.

## Крај (1813—1814)
Француско напредовање је коначно било заустављено Наполеоновом катастрофалном инвазијом Русије 1812. године. Наполеон је повукао 30.000 војника из Шпаније, те су Французи, ослабљени и исцрпљени, били лака мета кад су савезници обновили офанзиву у мају 1813. године.
Велингтон је, као стратешки потез, планирао да премести своја снабдевања из Лисабона у Сантандер.
Крајем маја, англо-португалске снаге су одлучно напредовале бришући све пред собом, тако да су стигле и до Бургоса и заузеле га. Онда су зашли с леђа француским трупама терајући Жозефа Бонапарту да се повуче у долину реке Задоре. У бици код Виторије, 2. јуна 1813, сукобила се француска војска од 65.000 људи са 53.000 Британаца, 27.000 Португалаца и 19.000 Шпанаца. Велсли је истерао Французе из Сан Себастијана, а град је био опљачкан и спаљен.
Савезници су прогонили Французе све до Пиринеја почетком јула. Солт је добио наређење да покрене контраофанзиву, те је однео две победе у биткама код Маје и Ронсесваљеса. Међутим, био је одбачен од англо-португалских снага у коначној победи у бици код Сораурена 28—30. јула.
Ова недеља борби, која се зове Битка у Пиринејима, је можда Велингтонова најбоља битка. Противничке снаге су биле уједначене, он се борио далеко од својих линија снабдевања, Французи су добро бранили територију, али ипак је успео да однесе убедљиву победу уз помоћ тактике, ефекта изненађења и унакрсне паљбе.
Дана 7. октобра, након што је Велингтон примио вести о обнављању непријатељстава у Немачкој, савезници су коначно прешли у Француску. Дана 11. децембра Наполеон је у очајном покушају понудио делимичан мир са Шпанијом Споразумом из Валенсаја, према којем се обавезивао да пусти Фернанда VII и да га призна за краља Шпаније у замену за потпуну обуставу свих непријатељстава. Међутим, Шпанци нису веровали Наполеону, тако да су се борбе наставиле.
Рат је настављен победама савезника у серији битака на француском тлу и после Наполеонове абдикације.

## Герилски рат
Пошто нису имали одговарајућу војску која би се борила против Француза, Шпанци у окупираним зонама су измислили нов систем борбе: герилски рат, као једини начин исцрпљивања и ометања француског напредовања. Ради се о малим групама људи, познавалаца терена који након муњевите и ефектне акције се одмах разиђу на различите стране и нестану у планинама.
Као последица ове тактике, француска владавина остаје само у градовима док је село било под контролом герилских група и вођа као што су били Еспоз и Мина, Херонимо Мерино, Хулијан Санчез „Ел Чаро“, или Хуан Мартин „Ел Емпесинадо“. Сам Наполеон је признао нестабилност француске доминације када је противно свом брату, теоретском краљу Шпаније, ставио под француску војну власт територије од леве обале Ебра, формиравши на тај начин нову Хиспанску марку.
Рату Шпанији имаће веома озбиљне последице по Наполеона и његове ратове. Оно што је на први поглед личило на лак плен претворило се у кост у грлу које је апсорбовало велике контингенте војске који су Наполеону били потребни за инвазију на Русију.

### Шпијунажа
Шпијунажа је одиграла пресудну улогу у успешном ратовању након 1810. године. Шпански и португалски герилци су имали за задатак да пресрећу поруке које су носили француски курири. Од 1811. па на даље, све депеше су биле или делимично или потпуно шифроване.
У почетку су шифре биле једноставне, међутим од 1812, постајале су све компликованије. Међутим, Британци су успели да их одгонетну што је имало велики ефекат на ток рата. Французи никад нису ни сазнали да је код био дешифрован те су наставили да га користе све до Битке код Виторије где су се савезници дочепали француске листе кодова.

## Последице у Шпанији
У почетку француске инвазије на Шпанију, „афрансесадос“ су подржавали Жозефа Бонапарту, верујући да би сарадња са Француском могла донети Шпанији модернизацију и напредак, као на пример укидање шпанске инквизиције. Међутим, свештенство и родољуби су отпочели да узбуњују народ против Француза, и то нерасположење ка Французима је постало свеопште након првих француских репресалија у Мадриду, 1808. године. Афрансесадоси који нису променили мишљење, побегли су у Француску, у изгнанство следећи француске трупе након пораза. Један од афрансесадоса је био и сликар Франсиско Гоја, и након рата, морао је да избегне у Француску како би избегао суђење за велеиздају.
Проиндепендистичка страна је обухватала традиционалисте и либерале. Након рата, ове две струје су се сукобиле између себе у Карлистичким ратовима, а Фернандо VII је опозвао све промене које су изгласали независни кортеси у Кадизу који су у току рата представљали краља и деловали у његово име у организацији локалних хунти и у борби против Француза. Фернандо VII је обновио апсолутистичку монархију, прогонио, судио и погубио свакога осумњиченог за либерализам, и као врхунац свега, променио законе монархистичког следа наслеђа у корист своје кћерке Изабеле II, чиме је започео век грашанских ратова против присталица легитимног наследника, Фернандовог брата, принца Карлоса, грофа од Молине.
Либерални кортеси су такође изгласали први Шпански устав 19. марта 1812. године, који је такође Фернандо укинуо. У америчким колонијама креоли су формирали националне хунте које су се у почетку француске инвазије заклеле на верност краљу Фернанду, међутим, врло брзо су се преоријентисале и постале полазна тачка за организовање борбе за независност Латинске Америке.
Француске трупе су такође отеле велики део поседа цркви. Цркве и манастири су се користили као штале и касарне, а уметничка дела су одношена у Француску, што је прилично осиромашило шпанско културно наслеђе. Савезничке трупе су такође пустошиле шпанске градове и села. Велингтон је успео да дође у посед неких уметничких дела и понудио је да их врати Шпанији, међутим, краљ Фернандо их му је поклонио. Та уметничка дела се могу видети у војводиној кући у Лондону (Апсли Хаус), као и на његовом сеоском имању, Стратфилд Сеј Хаус.